# Albrecht VII. von Zinzendorf und Pottendorf

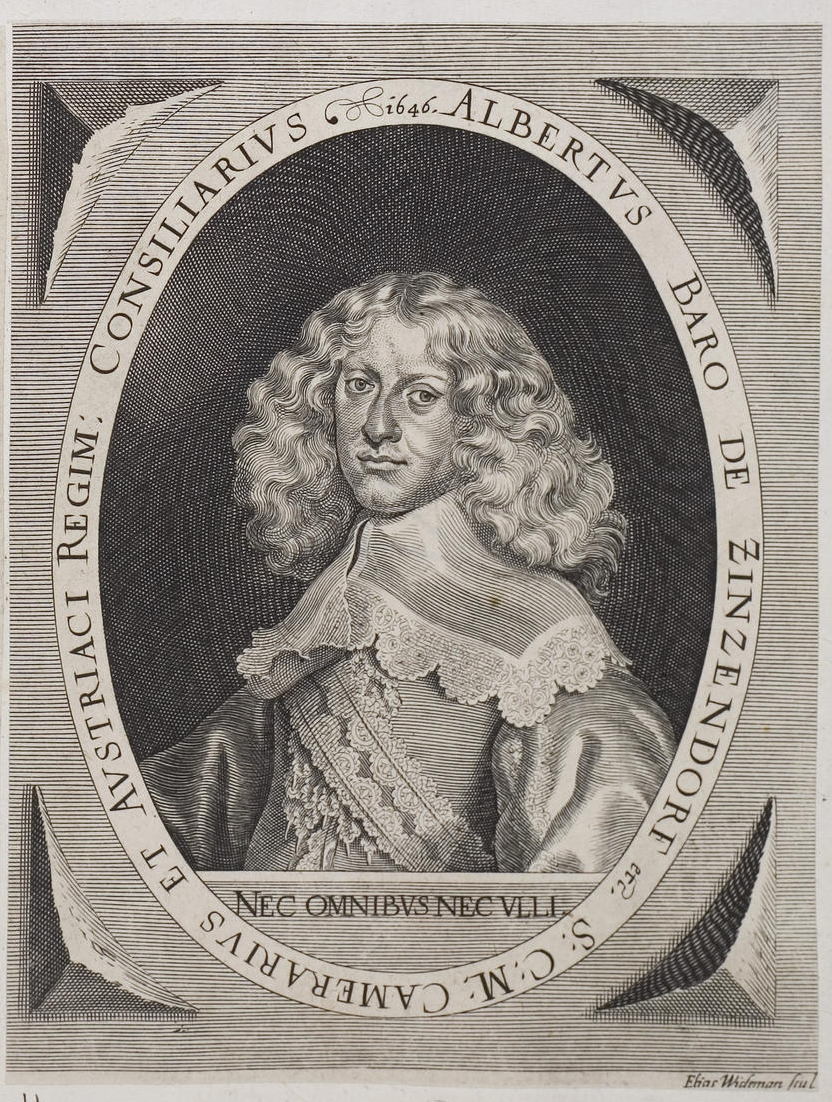
Albrecht von Zinzendorf (1618–1683)

Graf Albrecht (VII.) von Zinzendorf (* 24. August 1618 in Karlsbach; † 6. Oktober 1683) war der erste Graf von Zinzendorf und Pottendorff sowie Obersthofmarschall und Premierminister.
Seine Eltern waren der Freiherr Johann Joachim von Zinzendorf und dessen Ehefrau Prinzessin Judith von Liechtenstein.
Er war der Oberstlandjägermeister des Kaisers Ferdinand III., dann Obersthofmeister Kaiserin Witwe Eleonore. Anschließend wurde er 1676 vom Kaiser Leopolds I. zum Obersthofmarschall und Premierminister ernannt. Im Jahr 1675 (Nr. 488) wurde er vom Kaiser mit dem Orden vom Goldenen Vließ ausgezeichnet. Er wurde zusammen mit seinen Vettern am 16. November 1662 in den Grafenstand erhoben.
Zinzendorf heiratete im Jahr 1641 die Gräfin Maria Barbara von Khevenhüller (* 1. Juni 1624; † 5. Dezember 1696), Tochter von Franz Christoph von Khevenhüller. Von den Kindern überlebte nur zwei Töchter:
- Maria Susanna († 1704) ⚭ Graf Ludwig von Colloredo (1631–1693), Generalfeldzeugmeister[1]
- Maria Josepha (* 17. Januar 1670; † 11. September 1742) ⚭ (I) Fürst Franz Anton von Portia († 1698), kaiserlicher Geheimer Rat; ⚭ (II) Graf Felix Ernst von Mollard († 1741)[2]

Der Sohn Franz Karl (* 1647) starb am 6. Oktober 1668 in Paris.